# Каза Надино (Модена)
Каза Надино је насеље у Италији у округу Модена, региону Емилија-Ромања.
Према процени из 2011. у насељу је живело 131 становника. Насеље се налази на надморској висини од 654 м.